# Lista de chefes de Estado e de governo da América
Esta é uma lista de chefes de Estado e de governo atualmente no poder na América, incluindo informações adicionais sobre a data de posse ou coroação e filiação partidária. O continente americano abriga 35 Estados soberanos plenamente reconhecidos pela Organização das Nações Unidas, sendo 10 deles monarquias constitucionais, 1 república semipresidencialista, 1 república parlamentarista e inclui adicionalmente 16 territórios ultramarinos administrados por outros países de fora do continente. A maioria dos países do continente adota o sistema de governo presidencialista e constituem regimes democráticos estáveis com variáveis níveis de preservação dos direitos humanos e soberania popular.
A lista é ordenada pela nomenclatura do país em língua portuguesa em ordem alfabética e inclui também a data de início do mandato ou reinado, a filiação partidária do líder político, o título formal que este recebe e a citação da lei que estabelece o cargo que este ocupa. Com exceção dos regimes monárquicos, todos os chefes de Estado e de governo incumbentes na América foram eleitos ao cargo que ocupam e submetidos a sufrágios regulares, ainda que a transparência de determinados processos eleitorais de países da região seja foco de debate e análise pelos órgãos competentes. O mais recente mandatário a tomar posse no continente foi a Presidente do México Claudia Sheinbaum, filiada ao Movimento Regeneração Nacional, empossada em 1 de outubro de 2024 (há 5 meses e 2 dias).

## Chefes de Estado e de governo da América
Legenda
A lista abaixo é organizada em ordem alfabética em que o nome comum do país em língua portuguesa determina a sequência da listagem. Os países listados abaixo integram o sentido cultural e político de Oceania conforme as designações destas próprias entidades nacionais e da Organização das Nações Unidas em seu geoesquema. Entretanto, cabe ressaltar que o pertencimento de determinado território ao continente ou região em questão também pode ser tema de debate e interpretações múltiplas. 
A tabela pode ser reordenada por colunas ao clicar no ícone  no topo de cada coluna específica; em sequência para Estado, Líder, Data de posse, Eleição, Partido, Previsão e Referências.
Estado — o Estado soberano de acordo com sua nomenclatura em língua portuguesa.
Líder — o chefe de Estado e chefe de governo de cada nação soberana cujo nome aparece abaixo do título formal (em negrito) do cargo que ocupa.
Data de posse — data em formato dia, mês e ano em que o líder assumiu oficialmente o cargo que exerce. O termo posse é mais comumente utilizado em regimes republicanos enquanto as monarquias contemporâneas adotam o termo coroação ou ascensão. A lista considera a data de ascensão ao trono no caso de monarcas.
Eleição — descreve o processo eleitoral que precedeu o início do mandato do líder.
Partido político — a filiação política do líder durante seu mandato presente. No caso de monarcas ou Estados que não contemplam partidarismo político, a coluna é preenchida com (—). No caso de líderes que não estão formalmente filiados a nenhum grupo político específico, a lista considera "Independente.
Previsão — a citação do artigo da lei fundamental ou constituição do país que estabelece o cargo ocupado pelo líder em questão. Cada nação adota uma formulação específica na citação de sua legislação e, para simplificação, o artigo adota a abreviação "Cap." para capítulo, "Sec." para seção e "Art." para artigo.
| Estado              | Estado                   | Líder                               | Líder                                | Data de posse            | Eleição             | Partido                        | Partido                              | Previsão         | Ref.                 |
| ------------------- | ------------------------ | ----------------------------------- | ------------------------------------ | ------------------------ | ------------------- | ------------------------------ | ------------------------------------ | ---------------- | -------------------- |
|                     | Antígua e Barbuda        | Carlos III                          | Rei Carlos III                       | 8 de setembro de 2022    | —                   | —                              | —                                    | Cap. 3 Art. 22   | [ 13 ] [ 14 ]        |
| Gaston Browne       | Antígua e Barbuda        | Primeiro-ministro Gaston Browne     | 13 de junho de 2014                  | 2014 2018 2023           |                     | Partido Trabalhista            | Cap. 1 Art. 79                       | [ 13 ]           |                      |
|                     | Argentina                | Javier Milei                        | Presidente Javier Milei              | 10 de dezembro de 2023   | 2023                |                                | A Liberdade Avança                   | Cap. 3 Art. 99   | [ 15 ] [ 16 ]        |
|                     | Bahamas                  | Carlos III                          | Rei Carlos III                       | 8 de setembro de 2022    | —                   | —                              | —                                    | Cap. 4 Art. 32   | [ 14 ]               |
| Philip Edward Davis | Bahamas                  | Primeiro-ministro Philip Davis      | 17 de setembro de 2021               | 2021                     |                     | Partido Liberal Progressista   | Cap 6. Art. 71                       |                  |                      |
|                     | Barbados                 | Sandra Mason                        | Presidente Sandra Mason              | 30 de novembro de 2021   | 2021                | Independente                   | Independente                         | EC 2             | [ 17 ] [ 18 ]        |
| Mia Motley          | Barbados                 | Primeira-ministra Mia Motley        | 25 de maio de 2018                   | 2018 2022                |                     | Partido Trabalhista            | Cap. 6 Art. 63                       | [ 19 ] [ 20 ]    |                      |
|                     | Belize                   | Carlos III                          | Rei Carlos III                       | 8 de setembro de 2022    | —                   | —                              | —                                    | Part. 4 Art. 30  | [ 14 ]               |
| Johnny Briceño      | Belize                   | Primeiro-ministro Johnny Briceño    | 12 de novembro de 2020               | 2020                     |                     | Partido Unido do Povo          | Part. 5 Art. 37                      | [ 21 ] [ 22 ]    |                      |
|                     | Bolívia                  | Luis Arce                           | Presidente Luis Arce                 | 8 de novembro de 2020    | 2020                | Independente                   | Independente                         | Cap. 4 Art. 339  | [ 23 ] [ 24 ] [ 25 ] |
|                     | Brasil                   | Luiz Inácio Lula da Silva           | Presidente Luiz Inácio Lula da Silva | 1 de janeiro de 2023     | 2022                |                                | Partido dos Trabalhadores            | Sec. 2 Art. 84   | [ 26 ] [ 27 ] [ 28 ] |
|                     | Canadá                   | Carlos III                          | Rei Carlos III                       | 8 de setembro de 2022    | —                   | —                              | —                                    | Cap. 3 Art. 9    | [ 14 ] [ 29 ]        |
| Justin Trudeau      | Canadá                   | Primeiro-ministro Justin Trudeau    | 4 de novembro de 2015                | 2015 2019 2021           |                     | Partido Liberal                | Cap. 3 Art. 11                       | [ 30 ] [ 31 ]    |                      |
|                     | Chile                    | Gabriel Boric                       | Presidente Gabriel Boric             | 11 de março de 2022      | 2021                |                                | Frente Ampla                         | Cap. 4 Art. 24   | [ 32 ] [ 33 ]        |
|                     | Colômbia                 | Gustavo Petro                       | Presidente Gustavo Petro             | 7 de agosto de 2022      | 2022                |                                | Colômbia Humana                      | Art. 189         | [ 34 ] [ 35 ]        |
|                     | Costa Rica               | Rodrigo Chaves Robles               | Presidente Rodrigo Chaves Robles     | 8 de maio de 2022        | 2022                |                                | Partido Progresso Social Democrático | Tit. 10 Art. 131 | [ 36 ] [ 37 ]        |
|                     | Cuba                     | Miguel Díaz-Canel                   | Presidente Miguel Díaz-Canel         | 10 de outubro de 2019    | 2018 2023           |                                | Partido Comunista                    | Sec. 3 Cap. 3    | [ 38 ] [ 39 ]        |
|                     | Dominica                 | Sylvanie Burton                     | Presidente Sylvanie Burton           | 2 de outubro de 2023     | 2023                |                                | Partido Trabalhista                  | Cap. 2 Art. 18   | [ 40 ] [ 41 ]        |
| Roosevelt Skerrit   | Dominica                 | Primeiro-ministro Roosevelt Skerrit | 8 de janeiro de 2004                 | 2005 2009 2014 2019 2022 |                     | Partido Trabalhista            | Cap. 59                              | [ 42 ] [ 43 ]    |                      |
|                     | El Salvador              | Nayib Bukele                        | Presidente Nayib Bukele              | 1 de junho de 2019       | 2019 2024           |                                | Nuevas Ideas                         | Cap. 2 Art. 151  | [ 44 ] [ 45 ]        |
|                     | Equador                  | Daniel Noboa                        | Presidente Daniel Noboa              | 23 de novembro de 2023   | 2023                |                                | Ação Democrática Nacional            | Cap. 3 Art. 141  | [ 46 ] [ 47 ] [ 48 ] |
|                     | Estados Unidos           | Joe Biden                           | Presidente Joe Biden                 | 20 de janeiro de 2021    | 2020                |                                | Partido Democrata                    | Art. 2 Sec. 1    | [ 49 ] [ 50 ] [ 51 ] |
|                     | Guatemala                | Bernardo Arévalo                    | Presidente Bernardo Arévalo          | 15 de janeiro de 2024    | 2023                |                                | Movimento Semente                    | Cap. II Art. 80  | [ 52 ]               |
|                     | Guiana                   | Irfaan Ali                          | Presidente Irfaan Ali                | 2 de agosto de 2020      | 2020                |                                | Partido Popular Progressista         | Art. 91          | [ 53 ] [ 54 ] [ 55 ] |
|                     | Haiti                    | Leslie Voltaire                     | Presidente Leslie Voltaire           | 7 de outubro de 2024     | —                   |                                | Fanmi Lavalas                        | Art. 135         | [ 56 ] [ 57 ] [ 58 ] |
|                     | Honduras                 | Xiomara Castro                      | Presidente Xiomara Castro            | 27 de janeiro de 2022    | 2021                |                                | Partido Liberdade e Refundação       | Cap. 6 Art. 235  | [ 59 ] [ 60 ]        |
|                     | Jamaica                  | Carlos III                          | Rei Carlos III                       | 8 de setembro de 2022    | —                   | —                              | —                                    |                  | [ 14 ]               |
| Andrew Holness      | Jamaica                  | Primeiro-ministro Andrew Holness    | 3 de março de 2016                   | 2016 2020                |                     | Partido Trabalhista            |                                      | [ 42 ] [ 42 ]    |                      |
|                     | México                   | Claudia Sheinbaum                   | Presidente Claudia Sheinbaum         | 1 de outubro de 2024     | 2024                |                                | MORENA                               | Cap. II Art. 80  | [ 61 ]               |
|                     | Nicarágua                | Daniel Ortega                       | Presidente Daniel Ortega             | 10 de janeiro de 2007    | 2006 2011 2016 2021 |                                | Frente Sandinista                    |                  | [ 62 ] [ 63 ]        |
|                     | Panamá                   | José Raúl Mulino                    | Presidente José Raúl Mulino          | 1 de julho de 2024       | 2024                |                                | Realizando Metas                     | Art. 175         | [ 64 ] [ 65 ]        |
|                     | Paraguai                 | Santiago Peña                       | Presidente Santiago Peña             | 15 de agosto de 2023     | 2023                |                                | Partido Colorado                     | Art. 238         | [ 66 ] [ 67 ] [ 68 ] |
|                     | Peru                     | Dina Boluarte                       | Presidente Dina Boluarte             | 7 de dezembro de 2022    | 2021                |                                | Peru Livre                           |                  | [ 69 ] [ 70 ] [ 71 ] |
|                     | Santa Lúcia              | Carlos III                          | Rei Carlos III                       | 8 de setembro de 2022    | —                   | —                              | —                                    |                  | [ 14 ]               |
| Philip J. Pierre    | Santa Lúcia              | Primeiro-ministro Philip J. Pierre  | 28 de julho de 2021                  | 2021                     |                     | Partido Trabalhista            |                                      | [ 72 ] [ 73 ]    |                      |
|                     | São Cristóvão e Neves    | Carlos III                          | Rei Carlos III                       | 8 de setembro de 2022    | —                   | —                              | —                                    |                  | [ 14 ]               |
| Terrance Drew       | São Cristóvão e Neves    | Primeiro-ministro Terrance Drew     | 6 de agosto de 2022                  | 2022                     |                     | Partido Trabalhista            | Sec. 52                              | [ 74 ] [ 75 ]    |                      |
|                     | São Vicente e Granadinas | Carlos III                          | Rei Carlos III                       | 8 de setembro de 2022    | —                   | —                              | —                                    | Cap. 2 Art. 19   | [ 14 ]               |
| Ralph Gonsalves     | São Vicente e Granadinas | Primeiro-ministro Ralph Gonsalves   | 28 de março de 2001                  | 2001 2005 2010 2015 2020 |                     | Partido da Unidade Trabalhista | Cap. 4 Art. 51                       | [ 76 ] [ 77 ]    |                      |
|                     | Suriname                 | Chan Santokhi                       | Presidente Chan Santokhi             | 16 de julho de 2020      | 2020                |                                | Partido da Reforma Progressista      | Cap. 10 Art. 75  | [ 78 ] [ 79 ]        |
|                     | Uruguai                  | Luis Alberto Lacalle Pou            | Presidente Luis Alberto Lacalle Pou  | 1 de março de 2020       | 2019                |                                | Partido Nacional                     | Cap. 2 Art. 77   | [ 80 ] [ 81 ]        |
|                     | Venezuela                | Nicolás Maduro                      | Presidente Nicolás Maduro            | 5 de março de 2013       | 2013                |                                | Partido Socialista Unido             | Cap. 2 Art. 226  | [ 82 ] [ 83 ]        |